# Траусниц
Траусниц (на немски: Trausnitz) е замък, разположен в град Ландсхут в Германия. Основан през 1204 година от херцог Лудвиг I, през 1255-1503 година той е официалното седалище на херцозите на Долна Бавария от династията Вителсбах, а след това е резиденция на владетелите на цяла Бавария. През 16 век замъкът е цялостно преустроен в стила на италианския Ренесанс. През 18 век сградата е използвана като казарма, затвор и текстилна манифактура, а през 19 век — като болница. Днес тя е превърната в музей.